# Madonna como un icono comercial

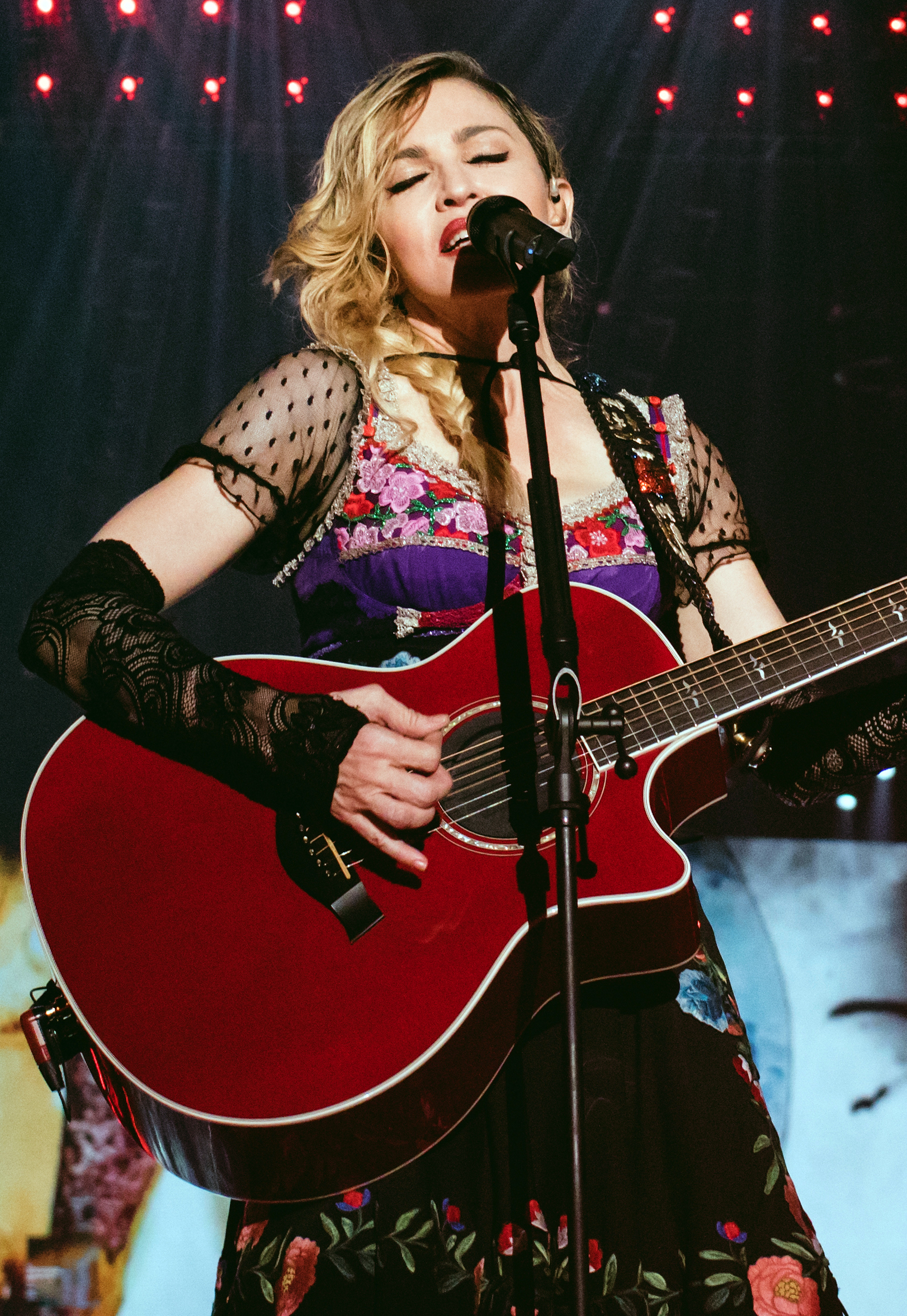
Madonna durante el Rebel Heart Tour.

La artista estadounidense Madonna, se convirtió en una marca e ícono comercial de alcance global desde que debutó en los años de 1980. Su éxito continúo en sus múltiples roles como cantante o empresaria, ha originado varios análisis multidisciplinarios por parte de profesionales como economistas, mercadólogos, científicos, historiadores, filósofos y muchos más. En esa plétora de temas desarrollados se encuentran las estrategias de mercadeo, el materialismo o el capitalismo. Varios autores crearon propios términos y conceptos al estudiarla, como el académico Stephen Brown quien acuñó la palabra «Sell-ebrity» para referirse a «la habilidad de la cantante de complementar su éxito musical con sus técnicas de mercadeo». Otros intelectuales llamaron al proceso de unificación del consumo de bienes (globalización), como la «economía-Madonna» y el profesor de negocios Oren Harari nombró a la «reinvención» que emplea en su carrera como el «Efecto Madonna».
Los antecedentes desde este tipo de perspectivas varían según el autor y las disciplinas afines, pero varios notaron que Madonna debutó justo después del cese de la recesión económica global y estadounidense que inició en la década de 1970 y culminó en 1982. Se convirtió así, en una figura paradigmática de la era «Reagan-Bush» y del Thatcherismo en el Reino Unido. Al poco tiempo, su presencia comercial aceleró el «consumismo extremo» según la National Geographic, tendencia y práctica originada durante ese decenio en la cultura de los Estados Unidos. Varios expertos apuntan que se convirtió en una precursora de la globalización antes de la utilización masiva del Internet y en el personaje más posmoderno del planeta, de acuerdo a las estimaciones de varios autores como David Held y Martin Amis. 
Según algunos investigadores, Madonna es la primera estrella del pop en ser una «empresaria multimedia», así como el mayor ejemplo de la transición de la era análogica a la digital. Como consecuencia, el desarrollo de la industria de los negocios musicales, tal como se conoce, es en gran parte debido a ella. De esta manera se convirtió en un arquetipo para muchas compañías y otros famosos de forma directa o indirecta, siendo calificada por más de un autor como la «era Madonna». En 2010, al incluirla entre las «25 mujeres más poderosas del siglo xx», la revista Time declaró que todas las estrellas de las últimas dos o tres décadas deben agradecerle parte de sus éxitos a Madonna. 
Para algunos detractores, Madonna se convirtió en la personificación del capitalismo, así como una representación de los peores excesos de la explotación comercial, derivada de la hegemonía comercio-cultural y en una promotora del consumismo banal. La denominaron como la «ambición rubia» y una oportunista «chica material» sin «talento» alguno más que solo la autopromoción. No obstante, muchos intelectuales la han defendido de sus críticos, mientras han elogiado su longevidad tras haber sido catalogada un gadget comercial efímero, en especial por hacer música pop, género musical asociado a la fugacidad. En distintas épocas, muchos medios la posicionaron por encima de sus contemporáneos como Michael Jackson, Cindy Lauper, Whitney Houston o Prince (e incluso de otros actos nuevos). En 2003, el publicista Michael Levine la describió como «la marca más conocida y reconocida en el negocio del entretenimiento», mientras la revista financiera Fast Company la calificó como «la mayor marca pop del planeta» en 2018.
Gracias a su habilidad de establecer tendencias culturales y comerciales en los siglos  xx y xxi, se le ha hecho responsable de masificar y popularizar a escala planetaria e industrial a varios productos, empresas, conceptos, lugares, costumbres culturales y de hacer famosas a otras personas. El teólogo H. T. Spence notó que ella «se convirtió en icono y semidiós gracias al poder del comercialismo y productos de fabricación propia». El académico estadounidense Robert Miklitsch la describió como una de «las mayores "máquinas" de relaciones públicas en la historia». Según MuchMusic, ella es «la creadora de tendencias más grande del mundo» y para Vogue, es la primera coolhunter de la historia. La revista Forbes la calificó como «la emprendedora más inteligente de los Estados Unidos». Gracias a todo esto, algunos autores la han llamado la «Reina del Mercadeo» y una «reina Midas de las tendencias».

## Trasfondo
Madonna se mudó con tan solo 35 dólares a la ciudad de Nueva York en 1978, con el fin de perseguir una carrera en la danza contemporánea. Los autores del libro Bith She's Madonna (2018) escribieron que apenas tres años antes, la ciudad se había declarado en bancarrota, como consecuencia de diferentes sucesos bélicos como las guerras de Yom Kipur y de Vietnam entre otros hechos. Lo calificaron, como una época que, por primera vez desde el final de la Segunda Guerra Mundial, no suponía una mejora en la vida de los ciudadanos en las democracias occidentales. Por causa y efecto, esto desencadenó una crisis y el desempleo afectó ciudades industriales como Detroit, de donde procede la cantante. Durante toda esta década hubo una recesión en la economía global y estadounidense que culminaría en 1982. La industria musical también sufrió una crisis en ventas durante el decenio, en especial el último año, es decir 1979 según el profesor Murray Steib de la Universidad Estatal Ball.
Un año después de culminada la recesión, en 1983, la artista despegó su carrera profesional con el lanzamiento de su primer disco de estudio titulado de forma homónima. En esta época de los años de 1980, según observaron los biógrafos Carol Benson y Allan Metz, hubo una explosión de nuevas tecnologías, así como una aceleración de imágenes e información y un acceso más fácil a los medios de comunicación de masas, mientras tanto, la cantante ayudó a tipificar el consumismo siendo a la vez una figura paradigmática de la era «Reagan-Bush». El canal de televisión National Geographic emitió un especial llamado The 80's: The decade that made us en el que enseñaron que en esta época nació el consumismo extremo que, para entonces, una joven Madonna inspiraba a millones de niñas de todo el mundo a visitar el centro comercial más cercano. El periodista Dave Marsh más tarde encasilló a la cantante como un producto de la cultura de los centros comerciales. En Frontiers: A Journal of Women Studies (2001) se dijo que sólo aquellos con los medios necesarios podían participar en tales prácticas consumistas, pero el consumismo provocado por ella, si bien pudo entenderse como una reacción violenta, también se le podía considerar una parte necesaria del proceso. El fenómeno fue descrito en la publicación de la siguiente manera:

...Para mantenerse al día con Madonna, uno tenía que tener acceso a materiales y medios como discos, radio, televisión y revistas, entre otros productos de consumo [...] Comportarse como ella fue una declaración política para la mayoría de nosotros [...] Esta búsqueda provocó un deseo consumista en la mayoría de nosotros, lo que también provocó excursiones periódicas al centro comercial para actualizar nuestros armarios[...]

El reportero Peter Jennings señaló que esta era estuvo marcada por la ostentación y el dinero en la cultura de los Estados Unidos, mientras mencionó que el «mundo materialista de Madonna estaba hecho de marcas de diseñadores y de la certeza de que una persona lo podía tener todo: Tenerlo todo significaba poder, estatus, libertad sexual y dinero». La autora Melissa Wilson destacó que la cantante tuvo una fuerte conexión con el público, en especial por la canción «Material Girl», ya que reflejaba el espíritu de la época en «la búsqueda común de la libertad financiera y el aumento del poder adquisitivo». Algo que también notó el economista Jeremy Rifkin. En palabras de Stephen Brown de la Universidad de Ulster, el personaje de «chica material» que proyectó la intérprete, se mantuvo durante toda esta década como una encarnación de que «la codicia es buena». La propia artista explicó en 1989: «[...] Lo que hago es una comercialización total, pero también es arte... Me gusta el reto de hacer ambas cosas, de hacer algo accesible al arte y algo artístico el comercio». En otra ocasión mencionó que «siempre tuvo una mentalidad comercial».
Para algunos historiadores, Madonna también fue una figura paradigmática del Thatcherismo en el Reino Unido, como lo notó la británica Lucy O'Brien. En un plano más multinacional, los académicos y autores del compendio científico The Madonna Connection: Representational Politics, Subcultural Identities, And Cultural Theory (1993), escribieron que la artista se «convirtió en una figura valiosa en el mundo del capital internacional». El experto en economía conductual, Theodore Koutsobinas, señaló que el período de la gran moderación, desde principios de la década de 1980 hasta la gran recesión mundial entre 2007—2008, fue un momento decisivo de la historia, donde celebridades como Madonna fueron ampliamente vistos como símbolos de estos períodos. Su nombre en este encuadre de «expansionismo comercial» es recurrente en los textos académicos. Por ejemplo, Daisaku Ikeda resaltó su nombre entre las varias marcas estadounidenses que han penetrado en los mercados mundiales. Un ejemplo puntual fue el lanzamiento del álbum True Blue (1986), ya que la cantante «fomentó una globalización que parecía un término sacado de un libro de ciencia ficción y cyberpunk para la época» según comentó de forma retrospectiva, Wenceslao Bruciaga de la revista Vice.
Por otra parte, autores del libro Bitch She's Madonna concordaron en que la industria discográfica y la publicidad comenzaron a estrechar lazos como consecuencia de la crisis de los años 1970. El consumismo y los videoclips influyeron de forma importante en la asimilación de esta contracultura. Tanto MTV como Madonna en particular, ofrecían a la juventud hedonista una válvula de escape de la vida cotidiana. Seguido de esto, el profesor Andrew Goodwin señaló que la barrera que existió entre el valor estético de la música y la finalidad comercial de la publicidad se desmorona con la posmodernidad, cuyo paradigma fueron MTV y la artista.
El biógrafo J. Randy Taraborrelli citó el patrocinio de Pepsi con la artista y su videoclip de 1989, «Like a Prayer» como un punto de inflexión en su carrera artística y la música en general en cuanto a negocios musicales se refiere. Tuvo la libertad artística de parte del patrocinador ya que el comercial fue dictado por ella misma. Este anuncio, «se trataba de una estrategia sin precedentes que 'zarandeaba' el ménage à trois que venían echando la música pop, los videoclips y la publicidad» durante la década, según explicó Juan Sanguino de Vanity Fair. A finales del decenio, «Madonna era más grande que Michael Jackson, que ya había comenzado su descenso a la prensa amarilla, mientras los efectos secundarios económicos de la cantante no pasaron desapercibidos a los agentes de publicidad especializados en el mercado juvenil», de acuerdo al planteamiento de Gerri Hirshey para Rolling Stone. A propósito, en 1985 apareció en la portada de la revista Time y la publicación la consideró como el «proyecto más atractivo del mundo del entretenimiento», encima de otros contemporáneos como Jackson, Prince o Bruce Springsteen. Además, el reaganismo y las compañías discográficas poderosas, así como el impacto de la MTV, ya no existen, pero Madonna sí, en palabras del crítico chileno Óscar Contardo. Monica Szurmuk, doctora en literatura de la Universidad de California reflexionó y a su vez explicó el por qué: 

Madonna se va recreando en negociación con la industria del espectáculo, va jugando con nuevos roles, transformándose. No se queja de la industria con todos sus bemoles, sino que la utiliza. Ella experimenta con todas las definiciones culturales y sociales de la mujer desde la performance: una estrella porno, una buena chica católica, una femme fatale de la década del cincuenta y Evita. Todos estos roles se presentan desde el juego, desde la proyección de imágenes para ser vistas.

## La marca Madonna: «Un producto y 'productor' comercial»
Los esfuerzos de la cantante han permitido que su nombre sea identificado como una marca comercial que, de acuerdo con la Encyclopædia Britannica, se originó a partir del álbum Like a Virgin (1984), aunque algunos otros como el mercadólogo Roger Blackwell consideraron que esto ocurrió con el estreno del filme Desperately Seeking Susan, que llevó a que sus fanáticos buscaran adoptar su vestimenta y estilo de vida; tendencia llamada más tarde como «Madonna wannabe». De forma paralela, la cantante ha prescrito su marca a los sectores de productores de bienes de consumo. En un sentido general, su carrera puede fácilmente ajustarse con la clásica curva del desarrollo de un producto según los expertos.
Diego Monferrer Tirado, para la Universidad Jaime I señala que ella es uno de esos íconos que ha sido utilizado comercialmente en muchos ámbitos de negocios. Según él, un producto no solamente es un bien físico, sino que hay cabida para otras posibilidades como los acontecimientos, experiencias, lugares o las personas como ella. El economista Philip Kotler reforzó esto en dos libros, donde apuntó que cualquier cosa es una marca: «Madonna, Coca-Cola, los Estados Unidos, Nueva York» etc. «Es todo aquello que asociamos con un producto o una persona y cualquier etiqueta que signifique portador y asociaciones», concluyó.
Timothi Jane Graham de la revista financiera Success explica que las marcas evolucionan con el tiempo. La mayoría, se construyen y se expanden en función de un tema o historia, como el caso de Deepak Chopra u Oprah. Luego están las marcas que se reinventan constantemente, como sucede con la industria de la moda, los automóviles y artistas como Madonna. Óscar Sarquiz, crónista musical mexicano, explica que los artistas son como videntes y sus trabajos se adelantan a lo que la sociedad en conjunto experimenta, mientras menciona a Madonna como una cantante de carácter universalizable donde son muy pocos los países donde no ha tenido éxito. Dan Schawbel, experto en el concepto de marca personal, la destacó como un «excelente» ejemplo de readecuación de su propia marca, pues ella resitúa su marca para adaptarse a los tiempos.
A la hora de brindar su producto, encontramos opiniones diversas y características múltiples en Madonna. En primer lugar, la feminista bell hooks destacó que la cantante toma los elementos y luego los transforma en productos comerciales. Similar a ese comentario, los autores de la Enciclopedia Gay escribieron que ella «no hace sino tomar buenas ideas del under y pasteurizarlas para su consumo masivo de acuerdo con el formato más sexy del pop».  Aparte, Ignacio Soret explica que la evolución de sus ofertas al mercado ha seguido un enfoque de ciclo de vida de un producto. Así, su voluntad de control comercial y artístico le ha llevado a no respaldar campañas publicitarias por igual. Los autores Lena Holger e Ingalill Holmberg para el Museo Nacional de Estocolmo también notaron que ella se ha abstenido de comercializar su marca al no otorgar licencias para su uso a todo tipo de productos.
Redactores de las revistas Proceso y Veja explicaron que a diferencia de otros artistas que dan accesibilidad a empresarios para gestionar sus carreras, como Michael Jackson, ella dirige cada aspecto y al mismo tiempo detesta delegar responsabilidades. El profesor Robert Miklitsch la describió como una corporación en sí misma, y bastante diversa, como lo sugiere la letanía lista de empresas que opera: Music Tours Inc. (producción), Slutco (producción de videos), Webo Girl (publicación de música), Boy Toy Inc. (música y regalías), Siren Films (filmes y producción de videos) o Maverick.
Pedro Guerra, en su libro Desmontando el cinismo (2004), sugiere que ella «es un negocio, una empresa multinacional y una propuesta de vida». Santiago Fouz-Hernández en Madonna's Drowned Worlds (2004) reseñó que ella es en sí misma, una «verdadera industria de producción cultural». El equipo de redacción de la página WeMake señaló que la intérprete se convierte en un «ejemplo universal», mientras se dijo que «unos la definirán como cantante, otros como artista, quizás algún osado como actriz pero lo cierto es que es un producto de consumo global y muy exitoso». También mencionaron que con cada álbum, ha creado un producto nuevo y mejorado su marca; esto debido a que «con cada nuevo producto incluye no solo la música, sino también nuevos sonidos, nueva estética, videos e incluso nuevos escándalos públicos y privados».

## Análisis a través de múltiples disciplinas
La editora Anne Helen Petersen explica que en toda su carrera, Madonna ha servido como «repositorio» de diversos temas, mientras citó al crítico Steven Anderson, quien en 1989, dijo que lo ha sido para todas nuestras ideas acerca de la fama o el dinero. Tomando en cuenta esto, a través de su figura se han hecho variedad de análisis e impartido cursos académicos con su trabajo, éxito y comercialidad, en diferentes multidisciplinas, asociadas principalmente en este contexto al mercadeo, capitalismo, posmodernidad, consumismo, las tendencias culturales y de mercado, así como del materialismo. Para entender mejor la amplitud de estas teorías, a continuación se describen las diferentes interpretaciones de una breve porción de autores:

### Publicidad, mercadeo y estrategias de Madonna
Un punto fundamental a la hora de entender la comercialidad alcanzada por Madonna, son sus estrategias de mercadeo. Algo estudiado en la saciedad por diversos economistas, académicos, mercadólogos y periodistas. La justificación propuesta por Ignacio Soret es que «el fenómeno Madonna es digno de estudiar» ya que es un claro ejemplo para los estudiantes de dirección estratégica. El economista Robert M. Grant por su parte, estudió su figura e impartió una clase donde dijo que su caso está destinado a abrir un curso de estrategia central, pues proporciona «un contexto alegre y conceptos fundamentalmente importantes».
Seymour Stein en una conferencia en el Berlin School of Creative Leadership destacó que la intérprete ilustra varios puntos clave del mercadeo. Mencionó entre ellos, que siempre está a la vanguardia. Además que cada uno de sus registros que hace es diferente. También habló del panorama actual de la industria musical, donde señaló a la cantante como un ejemplo de alguien que sobrevivirá a los altibajos debido a su capacidad para actualizarse. Al inicio de esta charla, dijo: «Es una de las personas más inteligentes que he conocido, una de las más decididas y motivadas».
La filósofa española Ana Marta González, apuntó que la cantante domina dos claves del sistema: «Los medios y el mercado». Según Grant, ella compite en múltiples mercados: música grabada, conciertos, videoclips y otras apariciones como la televisión, películas, libros, así como en el mundo de la publicidad y promoción. Todas estas actividades están estrechamente vinculadas (es decir, se trata de una diversificación). De esta manera, «logra una imagen altamente consistente en sus diferentes aventuras», destacó. También dijo que su presencia multimedia la eleva a un estatus más alto que sus competidores en mercados individuales. El economista dijo seguido, que Madonna ya no es solo una cantante popular, o una actriz: «Es una superestrella», donde para él, este estado le da una gran ventaja en cualquier campo de actividad en el que ingrese, ya sea música, actuación o como productora y gerente.
El escolar Doyle Greene apuntó que la posmodernidad fue y sigue siendo una clave para la estrategia artística y comercial de la cantante. El académico Brown destacó la promiscuidad, profanación, bisexualidad, violación, el maltrato infantil, aborto, la masturbación, guerra y muchos otros temas tabúes como sinónimo de sus estrategias de mercadeo. Señaló por igual, que la comercialidad de la cantante no solamente se basa en escándalos, sino en «contar historias» y es también una maestra del exceso. Brown alabó sus instintos de negocios y su habilidad al estilo de un chamán para recorrer diferentes mundos: sagrados y profanos, homosexuales y heterosexuales, arte y comercio etc. La reseña en especial del profesor Brown, ha servido como punto extratextual para otros autores, Liz Martínez dijo al respecto: «Se ha puesto a analizar las claves del éxito de uno de los mejores productos de la historia: Madonna. Pasan y pasan los años y sus consumidores siguen fieles, suerte que muchos productos hubieran querido tener».
| Resumen de los puntos de Brown |
| –Subversión: desde su atuendo hasta su actitud hacia los consumidores. Es una femme fatale que trata mal a su público en sus conciertos, pero a estos les encanta. –Escasez: según el psicólogo social Robert Cialdini, las cosas parecen más valiosas si no están muy disponibles. Madonna maneja esta estrategia a la perfección, siempre deja al público con ganas de más. –Secretismo: tanto en sus acciones como en su estética, incluyendo líos amorosos y bodas secretas. –Escándalo: controvertida, polémica, blasfema, provocadora, todo eso y mucho más es Madonna. Nadie olvidará nunca ese sujetador de conos ni su beso lésbico con Britney Spears, entre muchas otras maldades. –Sellebrity: no es una falta de ortografía, Brown ha acuñado este término para referirse a la habilidad de la cantante de complementar su éxito musical con sus técnicas de marketing. –Storytelling: nadie conoce en realidad a Madonna, su vida está construida por una superposición de chismorreos. –Sublimidad: Madonna roza siempre los extremos. Puede ser la más ordinaria, pero también la más recatada, la más moderna o la más clásica, pero siempre, «la más». ~por Liz Martínez |

El científico australiano Jamie Anderson y el profesor Martin Kupp de la escuela de negocios, European School of Management and Technology la analizaron en cinco puntos con el sistema DAFO: (1) –Visión; (2) –Entendimiento profundo de los clientes e industria; (3) –Aprovechar las competencias; (4) –Implementación consistente y (5) –Renovación continua. Concluyeron que ella es un ejemplo para empresas y gerentes. El equipo de redacción del diario Vancouver Sun también estudió su caso. Dijeron que «su extraña habilidad para atraer publicidad, su notable visión para los negocios y su habilidad para reinventarse le han permitido superar una voz mediocre para convertirse en la artista discográfica más vendida del mundo».
| Madonna como "marca"                  | Madonna como persona                                                                         |
| ------------------------------------- | -------------------------------------------------------------------------------------------- |
| 1. "Adaptarse" (como un camaleón)     | 1. "Visión/focalización" ("dominar el mundo" (sic): convertirse en el artista más destacado) |
| 2. "Versatilidad" (difícil de imitar) | 2. "Cualidades de liderazgo" (autoridad y colaboraciones)                                    |

### Reinvención: 'El Efecto Madonna'
La reinvención de imagen, artística y empresarial de Madonna se ha convertido en un hecho «universalmente conocido» y es quizás, el tema afín más destacado por cualquier autor a la hora de evaluar la carrera y éxito de la artista. Según Chris Rosa de VH1, el concepto central de su carrera es la reinvención. En palabras del emprendedor y académico británico Peter James Thomas, la «capacidad de cambiar constantemente a lo largo de su carrera la separa de otros artistas», mientras fortalece así su marca. Verónica Perales mencionó: «Madonna fue la pionera, considerando los artistas del primer escalón, a darse cuenta de la necesidad de reinventarse y diversificar sus áreas de actuación: logró de esta manera, huir del estigma y permanecer hasta hoy, tres décadas después, en la cima. Un logro considerando la proliferación de artistas instantáneos que no sobreviven más allá de uno o dos singles. Su éxito ha inspirado a que una serie de cantantes la imitara».
El profesor de negocios, Oren Harari sugiere que la reinvención al estilo Madonna es mucho más compleja de lo que parece, mientras lo llamó el «Efecto Madonna». Según él, «se requiere una previsión y un coraje para cualquier organización dejar de lado lo que funciona en el presente», mientras destacó que el efecto se trata de «una estrategia de mercadeo basada en la necesidad de que una marca cambie incluso antes de que disminuyan las ventas, actuando de manera proactiva». Dedicó más palabras al respecto y dijo que «cualquiera que sea tu negocio, puedes emplear el 'efecto Madonna'». Mencionó así, que muchas compañías como IBM o Toyota, han aplicado con éxito este principio. El mercadólogo Roger Blackwell lo describió como una de las «armas más letales en su guerra por mantenerse relevante». Aunque también advirtió que se complica por el hecho de que una de las promesas de su marca es estar a la vanguardia de la novedad en las áreas de moda, expresión, moda y tendencias con estilos de vida.
Linda Mihalick de la Universidad del Norte de Texas invitó a los minoristas a «ser como Madonna» y a transformarse así mismo como un camaleón. Un analista de negocio mencionó: «Pocas estrellas del pop y menos empresas han entendido las complejidades del genio de la reinvención de Madonna y el final inevitable del ciclo económico». Amy Teeple de la página SEO copywriting, propuso lo siguiente:

Si usted quiere que su producto o servicio continúe creciendo y tenga un enorme éxito, tiene que ser como Madonna. Se ha reinventado constantemente a sí misma —sin perder la verdadera esencia de lo que ella es— [...] Sí, ha tenido un par de pasos en falso, pero ha sido capaz de moverse por delante de ellos.

### 'Economía tipo Madonna': La Globalización
En una retrospectiva de su legado e impacto, Matías Irala del periódico uruguayo La Nación anotó que «ella es precursora de la globalización mucho antes de que Internet estallara y se convirtiera en el canal más común». Con este preámbulo, en varias fuentes de la década de 1990, a este proceso se le calificó como «economía tipo Madonna» por varios autores, como lo explicaron en el libro Transformación cultural, economía y evangelio (1999) y en la publicación científica Revista centroamericana de Economía de la Universidad Nacional Autónoma de Honduras respectivamente:
- «Como lo ha afirmado ya recientemente un grupo de investigadores... lo que está caracterizando al globo terrestre más que los rasgos de una aldea planetaria son los de una «economía tipo Madonna», es decir, un proceso real de unificación del consumo de los bienes de información y de la comunicación, que se levanta sobre una misma lógica, la del mercado capitalista, y hace referencia a los mismos recursos —las infraestructuras y las redes de publicidad masiva de dimensión planetaria».[63]
- «El mundo globalizado es el resultado de una reestructuración profunda económica y social [...] 'Made in the World' finaliza el rol de las economías nacionales y del capitalismo nacional, como fundamento hasta ahora el más efectivo y duradero para la organización y manejo de la producción y la distribución del bienestar. Lo que designamos como «economía-Madonna», señala hoy día un proceso de unificación del consumo de bienes[...]».[64]

### 'Chica Material': El capitalismo, consumismo y materialismo con Madonna

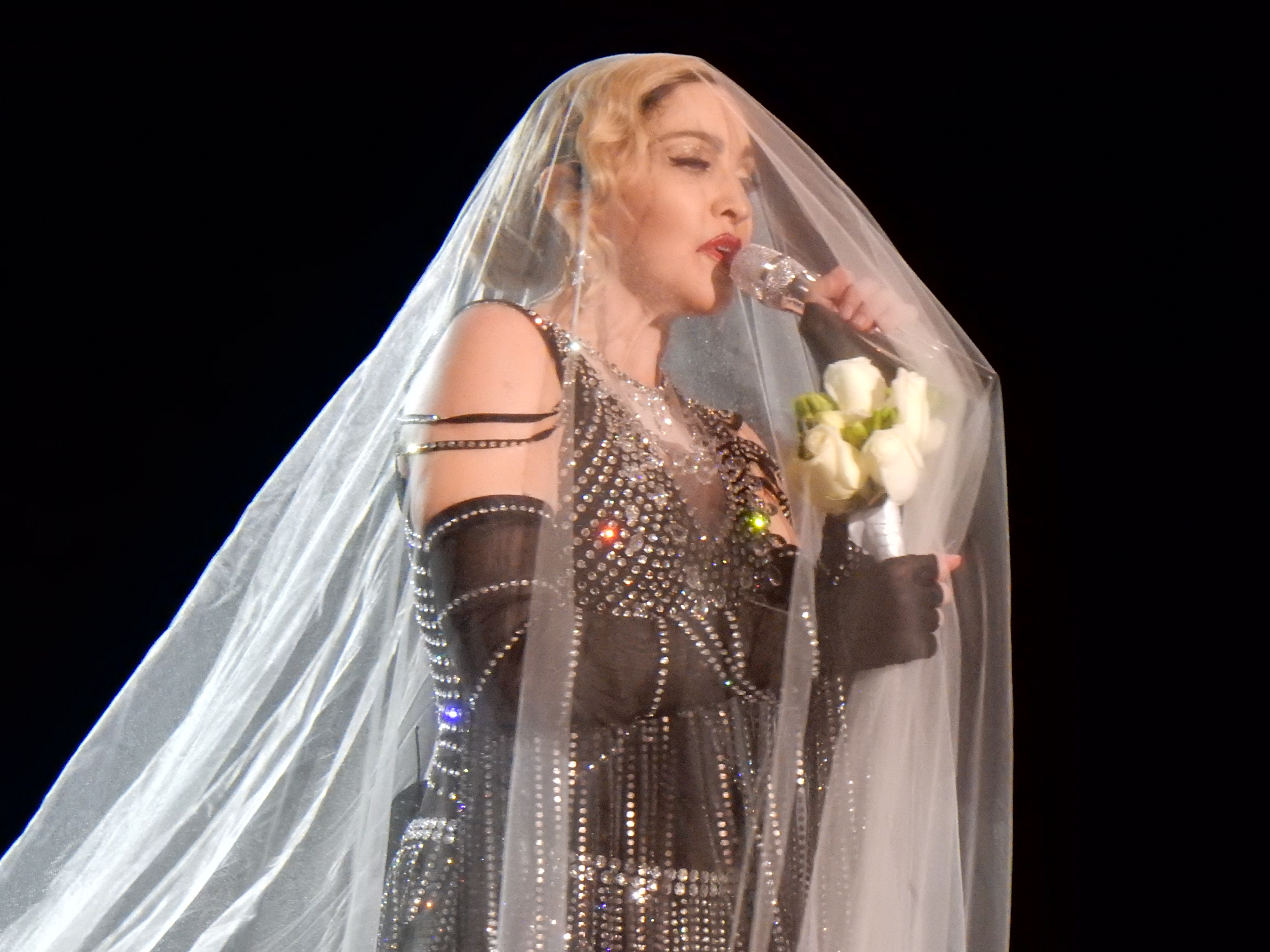
Madonna cantando «Material Girl» (1985) en el Rebel Heart Tour. Los medios la bautizaron «chica material» debido a esta canción y sobre la base de eso, afirmó en otra ocasión que casi se arrepiente de haberla grabado.

Desde el punto de vista del académico Douglas Kellner, la artista refuerza las normas de la sociedad de consumo a través del consumo y los productos de la industria de la moda. Es también, una personificación misma del capitalismo, como se escribió en la revista Gestos de la Universidad de California y según comenta Ann Powers del New York Times. El escolar noruego Jostein Gripsrud en base al análisis que el profesor John Fiske hizo sobre la audiencia juvenil de la artista a finales de los años 1980, dijo que «la imagen de ella representa una tensión básica y bien conocida dentro de la ideología de las sociedades capitalistas, entre el individualismo y la socialización».
El contexto en estos tres temas es muy variado y ha dado lugar a diversidad de interpretaciones. Por ejemplo, el filósofo británico Edward Craig explica que la palabra materialismo, como aparece en el uso diario, es muy diferente y tiene diferentes connotaciones. El materialismo cotidiano que algunos lamentan y otros solo disfrutan no está del todo inconexo del de los filósofos, mientras comentó que «la chica material de Madonna obtiene sus placeres más que nada de los objetos materiales —de su posesión y consumo—, en vez de los placeres de la mente», señaló Craig. Terry Eagleton parafraseó en su libro Materialismo (2017): «Llamar materialista a Madonna no es decir que la cantante sostiene que el espíritu es simplemente materia en movimiento», puesto que para el autor hay casi tantos «materialismos» y es considerablemente amplio. El filósofo Matthew Owen para la American Philosophical Association señaló que, según la neurociencia y el fisicalismo, ella es una «chica material». Ahonda en esto y dice que la idea, bastante popular, es que los descubrimientos neurocientíficos modernos implican que la mente de Madonna y la de todos es puramente física y, por lo tanto, el fisicismo/materialismo es la única opción científica.
Jean Llenos, de la Universidad de Notre Dame, quien estudió el clip «Material Girl» dijo que aquí, la artista muestra con él que las personas ya no son solo materialistas, sino que también están siendo tratadas como objetos materiales. Continuó diciendo que aquí el materialismo se presenta no solo como un precedente, sino como una expectativa y norma social: «Algo que la gente acepta y espera, pero no necesariamente es algo que quieran». Llenos también comentó que este vídeo musical sigue teniendo relevancia en la sociedad contemporánea, ya que es un microscopio que indaga en lo profundo de la experiencia humana y muestra la codicia subyacente de la sociedad. Para los autores del libro Bitch She's Madonna, el videoclip de «American Life» (2003) representa una crítica bidireccional, pues en él la artista ridiculiza el capitalismo de una sociedad de consumo que se divierte mientras siembra el terror en su propio beneficio.
La propia Madonna explicó que «el materialismo de estos días solo es dialéctico en algunos casos. Se necesita estrategia, tacto y utilizar la inteligencia para alcanzar los objetivos». También habló de la fugacidad, del imperio estadounidense y del materialismo en la canción «Hollywood» de American Life (2003). En otra oportunidad, compartió sus reflexiones con la revista Rolling Stone: «Me siento muy afortunada de poder comprar un cuadro de Frida Kahlo o vivir en una linda casa, pero sé que puedo vivir sin eso. Si terminara viviendo en una cabaña en el medio del bosque, también estaría bien».

### Relación de Madonna con la audiencia/consumidores

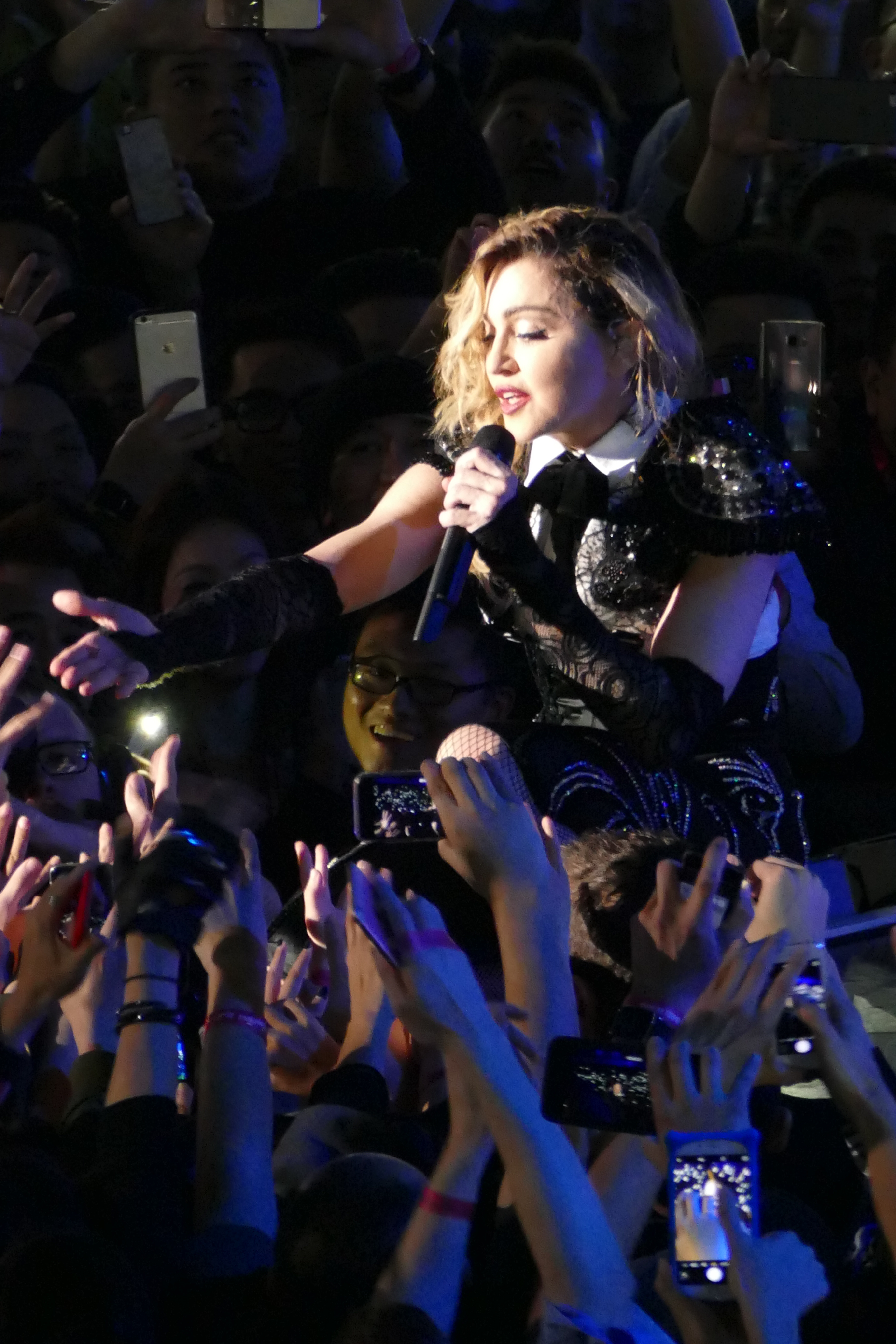
Madonna interactuando con su audiencia en el Rebel Heart Tour (2015-16).

A la hora de interpretar su éxito comercial y perdurabilidad, los eruditos han escudriñado la audiencia y los fanáticos de Madonna. De forma unánime, los expertos coinciden que la oferta de la artista siempre va evolucionando y adaptándose a las necesidades de su público. Este punto ha dado como resultado el origen a variados análisis sobre el significado y la relación entre los artistas/consumidores-fanáticos en general. La académica Cathy Schwichtenberg escribió que los fanes de la intérprete se caracterizan por ser «consumidores». Mientras José Prieto Arranzas para la Universidad de las Islas Baleares mencionó que la intérprete «parece haber desafiado todas las leyes generacionales».
Para Joanne Garde-Hansen de la Universidad de Gloucestershire, la justificación de analizar este tema es que con «el caso de la artista se proporcionan datos de investigación valiosos sobre los puentes que las personas construyen en sus propias vidas, sus identidades y la cultura de consumo popular». Según ella, es importante tener en cuenta algunas teorías claves sobre el consumo, la música popular y el fandom. «De esta forma, se puede decir, con cierta seguridad, que Madonna fue 'creada y rehecha' en una vieja economía de los medios de comunicación, donde el fanático era tratado simplemente como un consumidor», concluyó. Por su parte, la socióloga Gail Dines mencionó que la cantante requiere de un análisis de cómo su trabajo podría simplemente reproducir una cultura de consumo que define la identidad en términos de imágenes así como la interacción con sus antiguos y contemporáneos fanes.
Tras el auge de los fandoms a mediados del siglo  xx con los bobby-soxers referentes a Frank Sinatra, y los «beatlemaniacos» con The Beatles, el crítico cultural Pier Domínguez para BuzzFeed sugirió que las estrellas del rock fueron reemplazadas por estrellas del pop como Madonna, cuya base (especialmente mujeres jóvenes) se les denominó «Madonna wannabes» y que más adelante su comunidad en línea llegaría ser autonombrada «Iconers». Fue en estos años, de la década de 1980, que surgió la cadena MTV, compañía y época de la que Madonna está estrechamente relacionada. Según el escolar Doyle Greene, «podría decirse que fue la primera superestrella del pop producida por y para los consumidores de MTV». Dines también destacó este tema y dijo que la artista fue consciente del poder del videoclip para atraer una audiencia masiva, que rápidamente se compuso de minorías, así como audiencias de hispanos, afroamericanos, lesbianas, gay, feministas y académicos, a medida que estos fueron volviéndose más complejos y políticos. Además, según ella, la misma popularidad de la cantante fue en gran parte debido a sus estrategias de mercadeo y de la producción de videoclips e imágenes que la llevaron a diversas audiencias.
| ...Los fanáticos y las audiencias de Madonna producen recordatorios físicos y virtuales de cómo se ha vivido en la cultura popular. A veces, estos recordatorios pueden incluso desafiar la configuración de la cultura y el poder que Madonna ha producido.——La académica Joanne Garde-Hansen |

Es así que Madonna no se ha centrado únicamente en su solo grupo de audiencia a la hora de llevar un producto. Como explica José Prieto Arranz de la Universidad de las Islas Baleares, quien notó que no solo es conocida por los padres e incluso abuelos de los consumidores reales de sus productos (los jóvenes), puesto que más que una cantante, «es un fenómeno multimedia de dimensiones planetaria».
En cuestión de números, los fanáticos de la intérprete se contabilizan por millones en todo el mundo. En 2009, la página TowerData, especialista en base de datos de mercadeo y software, informó que sus fanes eran predominante mujeres, esto tras analizar la base de datos de las redes sociales de la época. Se estima que posee la mayor audiencia gay del mundo. Tiene también una audiencia importante dentro del mercado intelectual y académico como lo notó la autora Annalee Newitz, mientras la periodista Maureen Orth escribió que los académicos han encontrado con ella una forma atractiva de comercio, derivadas en múltiples obras, ensayos y libros sobre ella.
Desde un punto de vista analítico, Stephen Brown de la Universidad de Ulster concluyó que ella no se basa en el mimo de sus clientes, por lo que su estrategia de mercadeo es subversivo. Por el contrario, la cantante trata a su audiencia de manera despectiva muchas veces y ellos la aman por eso. El académico también encontró el punto de la escasez estratégica que emplea la intérprete, al negar hacer repeticiones y dejar al público desesperado por más. Por ejemplo, cinco giras principales en veinte años (hasta 2003), y cuando las realiza, el número de fechas es estrictamente limitado. También hace que las personas estén intrigadas y cautivadas por el misterio cuidadosamente fabricado por ella. Así, sus constantes cambios de imagen ayudan a mantener a la audiencia adivinando, al igual que su comportamiento tanto predecible como impredecible fuera del escenario. Aunque los autores Sam Hill y Glenn Rifkin consideran que «su habilidad en realidad emana de un conocimiento profundo de su base de seguidores leales y de una capacidad maravillosa para prever los cambios que ellos están a punto de experimentar en sus vidas».

## El sempiterno éxito de Madonna

### Contexto

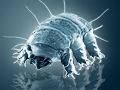
En 2006, un grupo de científicos bautizó como Echiniscus Madonnae a una nueva especie de tardígrados en honor al longevo éxito y legado de la artista.

El longevo y masivo éxito de Madonna, desde sus múltiples facetas y de alcance virtualmente universal, ha sido un punto muy señalado por la comunidad científica-académica y la prensa popular desde que debutó en los años de 1980, algo casi propio en extremo y por el hecho de ser mujer, doblemente relevante para muchos de los comentaristas. Desde entonces, la intérprete «es la única mujer que lleva una carrera en el mundo de la música tan larga y exitosa a nivel masivo» según señaló la musicológa Viñuela. Charles R. Cross, crítico musical reflexionó: 

Raramente encontrará un artículo sobre Madonna que no incluya las palabras «enérgica», «dura», «racional» y «segura». Si no ha sido la primera mujer en estar completamente a cargo de su carrera y de su imagen, es como si así lo fuera porque así es como la perciben aquellos demasiado jóvenes para recordar sus antecedentes. Esta percepción se debe también en parte a que es posiblemente la artista de más éxito de todos los tiempos [...]

En una fuente de antaño, de 1987, se describió que el fenómeno comercial de la intérprete era de «proporciones gigantescas». Dos décadas más tarde, el periódico Milenio en una nota de 2008, apuntó que ella posee «un atractivo taquillero fuera de serie». Desde el pasado milenio de la era cristiana, varios autores la han nombrado como la mujer de mayor éxito en la historia musical. Título incluido más tarde en el Libro Guiness de los Récords y también ingresada como la artista de mayores ventas a nivel global. Según Billboard, es el acto en solitario de mayor recaudación en giras musicales y es desde varios años, la mujer más rica del mundo musical de acuerdo a múltiples reportes de Forbes.
Los autores del compendio académico, The Madonna Connection escribieron que su visibilidad y números en ventas, fueron difíciles de pasar por alto para la mayoría. Aunque bien, el valor real que tiene para ofrecer no puede calcularse solo en cifras de ventas, pues «su potencia directa de lucro, su rostro altamente reconocible, puede emplearse convenientemente en informes corporativos, por ejemplo, como un ícono flexible y fácilmente identificable para la industria», justificaron. Los escritores de la Enciclopedia Gay anotaron además, que «desde hace tiempos, desafía las reglas del mercado superando los récords de ventas que ella misma va fijando». De esta manera, en sus múltiples roles la cantante posee diversos récords mundiales y logros estadísticos. Norman Mailer la denominó como «nuestra artista viva más grandiosa».

### 'La artista más exitosa de la historia': Su posición en la industria y mercado comercial
Las comparaciones con otros músicos en este enfoque, han sido inevitables. A lo largo de las décadas, varios la posicionan encima de cualquier otro artista, como Michael Jackson o Prince e historiadores como el periodista musical John Tobler explican que solo The Beatles y Elvis Presley rivalizan con ella como los actos más exitosos de todos los tiempos (artistas de generaciones muy atrás). Un colaborador del periódico The Georgia Straight escribió que, la intérprete no solo ha ocupado un lugar entre «gigantes», sino que en muchos sentidos, los ha eclipsado, aunque rara vez recibe crédito por ello (por el hecho de ser mujer). Pero más allá de ser un logro meramente personal, y en ocasiones difícil de medir, ya que depende del punto de vista de cada comentador, autores como Shannon Carlin de Radio.com explicaron que la cantante ha demostrado que las estrellas femeninas del pop no tienen «fecha de caducidad». En este sentido más universalista, la revista Time declaró que todas las estrellas «de las últimas dos o tres décadas deben agradecerle parte de sus éxitos a Madonna».
La Indian Council of Medical Research comentó que su «comercialidad continuó elevándose incluso cuando muchas otras estrellas desaparecieron». Entre estas comparaciones, el columnista LZ Granderson lo hizo con varios músicos en su artículo de 2012 para CNN llamado ¿Por qué Madonna sigue siendo la número uno? y dijo: «Para aquellos de ustedes que gustan de las estadísticas, ella tiene más éxitos que Elvis y los Beatles. No digo que sea mejor que ellos, pero está claro que ha hecho (corrijo) está haciendo mucho más». También habló de la reciente muerte de Houston, mientras dijo que si en ese momento en el que ambas debutaron en los años de 1980, «alguien hubiera tenido que apostar por cuál de ellas tendría un final trágico, la apuesta segura habría sido Madonna [...] Entretanto, podría decirse que se ha convertido en la artista más grande de todos los tiempos. ¿Quién lo habría dicho?», recalcó.
Seguido del tema, el académico Douglas Kellner, desde su punto de vista, señaló que la única mujer en el mundo occidental que rivaliza con ella ha sido Dalida en términos de longevidad y de récords de ventas, misma que, aunque no fue ampliamente conocida en los Estados Unidos, se posicionó encima de The Beatles y Frank Sinatra en repetidas ocasiones. En este sentido, las opiniones pueden variar según los comentaristas. Por ejemplo, a diferencia de Kellner, para el escritor Jordi Sierra i Fabra fue Whitney Houston, como su única rival a finales de los ochenta.

### Interpretaciones en otras áreas: 'Quiero conquistar el mundo' (sic)
| La gente pensaba que un día se despertarían y yo ya no estaría allí, pero se equivocaban… nunca me iré [...] La gente siempre dice que soy polémica, pero creo que lo más polémico que he hecho es seguir viva—Madonna reflexionando en distintas ocasiones sobre su longevidad. |

En un intento de descifrar su comercialidad, el profesor Fiske a finales de la década de 1980, explicó que su éxito se debía a que ella es un «abierto texto» de escritura en lugar de ser una «lectura cerrada». Algo que para Samantha Thrift de la Universidad Simon Fraser, el llamar la atención para la cantante, es de hecho, un factor crucial en «su éxito económico», ya que, como comenta Juan Sanguino de la revista Vanity Fair, el único pecado que no se le puede perdonar, es el de «ser irrelevante». Tras cumplir 60 años de vida, en 2018, Alejandro Ribadeneira del diario ecuatoriano El Comercio tituló su artículo Madonna o el arte de ser la número 1, mientras desarrolló un análisis retrospectivo de este contexto.
La historiadora Marysa Navarro, en el libro Evita: mitos y representaciones apuntó que, la crítica coincide en que el éxito de Madonna tiene que ver con su aura de poder más que con su talento musical, su personalidad o su sexualidad. Otros como el escritor Alberto Fuguet mencionaron que es debido a «la dualidad niña buena/mala» como su mayor gracia y la clave de su éxito. La periodista Sandra Barneda pensó en ella como una mujer que no ha escondido sus deseos de conquistar literalmente el mundo, al precio que sea. Todo sea por el éxito. También la describió como un «producto tan milimétricamente fabricado para el éxito». El biógrafo Leo Tassoni, dio su punto de vista:

Por su éxito masivo, Madonna ha sido un fenómeno digno de más de un análisis sociológico. Lo cierto es que su mensaje implícito se refuerza con el hecho de que lleva las riendas de su vida por lo que sus seguidoras creen realmente que si se es como ella, pueden llegar a ser lo que quieran. Se forjó sola su futuro [...] Y desde el primer momento, desde su primera gira, lo decidió prácticamente todo. Supervisó cada aspecto [...] Ella es el artífice de su éxito.

Christopher Bergland en Psychology Today analizó el longevo éxito de la intérprete a través de la neurociencia. Destacó que detrás de este hecho perdurable, desde el punto de vista de esta ciencia, es debido a las elecciones diarias que a lo largo de toda la vida remodelan la electricidad, la química y la arquitectura del cerebro. Destacó que «si incluso no nos gusta su música, podemos aprender de sus elecciones de estilo de vida y crear hábitos diarios para maximizar el potencial, crear superfluidez y lograr un éxito duradero».
En muchos de estos análisis, los autores la consideran un modelo tanto para empresas así como un ejemplo de la vida personal. De hecho, las invitaciones en el mundo del negocio de «ser como Madonna» por parte de consultores y analistas no son nada fuera de lo común. Linda Orton, directora de marketing para la firma Alvarez and Marsal, instó a que si alguien desea tener una carrera exitosa con longevidad y fluidez, debe ser como ella, mientras mencionó: «Fue capaz de transformarse durante cuatro décadas, aprender nuevos trucos, tener nuevos sonidos y una nueva apariencia, pero la gente siempre supo quién era; un músico serio y una gran bailarina».
El consultor Antonio Díaz-Deus, también destacó su éxito laboral y su crecimiento personal, mientras citó las propias palabras de la cantante: «Quiero dominar el mundo [...] Cada vez que alcanzo la cima de un pico descubro otro al que quiero subir. Es como si no pudiera parar. Quizás debería descansar y admirar el paisaje, pero no puedo. Tengo que seguir. ¿Por qué? No lo sé». En este sentido, su frase de «Quiero gobernar el mundo» ha sido muy comentado por varios autores, como el caso Díaz-Deus o Barneda. En una oportunidad, la propia artista dijo a la revista italiana Gente: «Aunque soy la reina del mundo, nadie ha dejado su trono por mi».
En 2019, Gonzalo Ugidos de El Mundo recordó el designio que la cantante tenía desde adolescente, ser tan famosa como Jesucristo, a quién utilizaría en la alquimia de su «marketing pecador». Citó sus propias palabras: «!No me importa si tengo que vivir en la calle, no me importa si tengo que comer desperdicios de la basura. Lo haré si no hay otro remedio para el éxito. Soy ambiciosa, soy testaruda y sé lo que quiero, si eso me hace una puta, pues de acuerdo». Miguel Ángel Bargueño incluyó estas palabras entre las 30 frases que han cambiado el mundo, mientras dijo ella es un «ejemplo de determinación». Se trata de una cantante que ha llevado su carrera por donde ha querido (casi siempre un paso por delante del resto). Ha gestionado maravillosamente sus recursos y ha sido una inspiración para miles de chicas y chicos de todo el mundo, concluyó.

## Críticas
Son varios autores que se han mantenido escépticos y también han desacreditado los esfuerzos y contribuciones de Madonna. Así lo señala el doctor José Prieto Arranzas para la Universidad de las Islas Baleares, quien advierte que como «agente de producción cultural» o un «producto», es de por sí, un punto controvertido. El escritor Francesco Falconi en Loco por Madonna: La reina del pop apuntó que «estas críticas, se deben en gran parte, por explorar la provocación con un propósito puramente comercial» de su parte. Para otros, es considerada generalmente como un mero producto de la industria o del mercadeo, más que como un artista. En una nota de 1996 en la revista Exégesis, se escribió que la cantante solo era un producto comercial vacío de significado, asilado, pero que por otra parte también atrae y está muy a tono con las apetencias y tendencias de una cultura masificada.
En la amplitud de los temas tratados en cuestión y la abundante oposición que despierta entre sus desertores, está la preocupación de conservadores y puritanos por la hegemonía comercio-cultural que ejerce en  distintos sectores sociales de diversas partes del mundo. Así, Ramzy Baroud de la revista sobre política, CounterPunch, describió que los valores consumistas que promueve la cantante, son una «falsa revolución». En su planteamiento, señaló que ella junto a Michael Jordan o Coca Cola representan mucho más que simples artistas y bebidas gaseosas, pues sirven como herramientas para asegurar el dominio cultural, económico y político de los Estados Unidos en el resto del mundo. En un pensamiento de esto, el escritor soviético Vitaly Korotich reflexionó sobre los peligros del consumismo en su nación y propuso a la cantante como una de las autoras: 

...uno de nuestros distinguidos colegas nos advirtió sobre el consumismo y sobre Madonna como los principales peligros que enfrenta la sociedad de mi país. Le respondo que en Moscú la gente se halla lejos del consumismo, ahora que no tienen nada que consumir y de Madonna, si es la cantante, no tenemos con qué pagarle, pero si se trata de la Madonna, madre de Jesús, es distinto pues la perestroika ha significado nuestro retorno a la humanidad. Empezamos a comprender que consumismo más Madonna no es algo peor que el Gulag sin pan. Lo más importante es que comprendimos que la vida sin valores humanos no es vivible (...)

El académico Kellner propone que «para sus detractores, ella es el epítome del consumismo banal desenfrenado de la cultura mediática y del comercialismo». El teólogo James Montgomery Boice enfatizó que el materialismo nos devuelve al secularismo y para algunas personas, la cantante representa las cosas materiales de este mundo: «Ropa, dinero, fama». Joaquín Vial expresó en su libro Recursos naturales y medio ambiente: aspectos económicos que «uno no tiene que ser un científico exaltado o moderno; lo único que hay que hacer para saber que estamos viviendo en un mundo material es escuchar a "Madonna"». El filósofo greco-francés Cornelius Castoriadis concluyó: «La sociedad capitalista es consumismo y Madonna», a la vez que preguntó retóricamente: «¿Son esas las finalidades de la vida humana? ¿Es eso lo que proponen a sus hijos?».
Muchos críticos se han enfocado en su edad para describir que se ha vuelvo «comercialmente irrelevante». También han jugado un papel importante factores como el surgimiento del teen pop, que cobró mucho protagonismo a finales de la década de 1990 y la piratería, que según una investigación por parte de la IFPI en 2001, arrojó que ella era la artista más afectada. Falconi, en su libro apuntó que a partir de ese año, es inútil hacer comparaciones con décadas pasadas, ya que «la piratería musical hace estragos y es un fenómeno imparable que incide sobre las ventas de cualquier artista». El ensayista Chuck Klosterman dijo que la cantante ya no era un «monstruo comercial», sino más bien una figura cultural.
Lynette Holloway del The New York Times analizó la situación de Madonna y el panorama musical poco antes de que se publicara el disco  American Life en 2003. Notó así, que los sellos disqueros recurrían a estrellas del pop femeninas más jóvenes, haciendo ver a la cantante menos relevante comercialmente hablando. La autora destacó también que antes de ser publicado, despertó un morbo petulante por parte de aquellos que querían verla fracasar. Judy McGrath, la entonces presidenta de MTV, mencionó que si bien la «gente prestaría gran atención al álbum cuando salga», no estaba segura si la audiencia juvenil saldría a comprar el CD. Esto según Holloway, por motivo de que los promotores de música cuestionaban que comercializar a Madonna a los adolescentes y adultos jóvenes es difícil porque la mayoría de las personas en esos grupos de edad no les gusta escuchar la misma música que la de sus padres.
En otra crítica y tema afín, Jeetendr Sehdev, un comentarista citado por la Talkradio, dijo que la marca de la intérprete ha perdido significativamente su influencia, especialmente en los Estados Unidos, pues genera sus ingresos a través de sus giras, lo cual es típico de una «marca (artista) de legado». Sebas E. Alonso de Jenesaispop analizó la situación y destacó que ha habido una tendencia de perder público con cada disco, como viene pasando desde Hard Candy en 2008. El músico español Davis Rodríguez compartió su opinión en un panel de expertos sobre la cantante organizado por la marca Red Bull Música. Si bien comentó favorablemente sobre ella, puntualizó lo siguiente:

En contadas ocasiones la maquinaria Madonna, la empresa en que se ha convertido su nombre, ha engullido lo más interesante de su esencia y le ha hecho entregar productos no del todo a la altura. Supongo que es el precio que hay que pagar tras una carrera tan longeva, pero se agradece que le siga interesando esto de hacer discos (cuando ya no tiene ninguna necesidad) y tome las riendas en su música y se lo vuelva a pasar bien haciendo canciones.

Varios críticos han enfatizado la apropiación cultural y las tendencias comerciales que va creando Madonna para el público masivo, cosas que finalmente la convierten en alguien que «no es original», pero sí una maestra en la autopromoción. De hecho, Timothi Jane Graham de la revista financiera Sucess, señaló incluso que una vez se rumoreó que ella pagaba detectives culturales para mantenerla informada de cada cambio y modulación de las tendencias actuales antes de que se abrieran paso a las masas. En esta contradicción, Rodrigo Fresán la describió como un «mentiroso monstruo del merchandising o sensible sacerdotisa postindustrial del tercer milenio». Otro tema bastante discutido ha sido lo que para muchos es, que ella «no tiene talento», aunque hay autores que han resaltado esto como una bondad entre sus estrategias de mercadeo. Así, diversos medios la nombraron una bimbo y un «tiburón financiero». En este sentido, Steve Allen la llamó una «prostituta profesional». Otros medios la llamaron la «ambición rubia» y una oportunista «chica material/materialista».
En comentarios más variados, Lucy O'Brien escribió en su libro Madonna: Like an Icon que a finales de los años de 1980, el mundo estaba cayendo en una recesión, y habría sido imprudente que la intérprete cantara sobre el glamur y las fiestas. Asimismo, destacó que «el brillo comercial que acompañaba a True Blue parecía anticuado». Pablo Pardo, corresponsal del periódico El Mundo, la citó como una culpable, al analizar la situación de los trabajadores pobres en una comparativa entre los Estados Unidos y España. Entre sus conclusiones destacó: «Así que Madonna tiene tiempo. Y los que trabajan para ella, no». Por otro lado, artistas como la banda Los Fabulosos Cadillacs no se han sentido atraídos por el sentido de reinvención de la intérprete, como lo dijo su líder, Vicentico: «No somos como Madonna, ella se reinventa, nosotros no, me parece que avanzamos y no estamos pensando en la reinvención como modo de marketing, simplemente ir para adelante y hacer las cosas».

### Contrarespuestas
En los comienzos de su carrera, la cantante fue vista por los medios de comunicación y pensadores como una estrella fugaz y efímera, así como una artista one hit wonder. Años más tarde, la percepción cambió pero las críticas mutaron a muchos niveles, especialmente por sus escándalos sucesivos y exploraciones con temas tabúes. En una nota de 1993, la revista Somos describió este fenómeno: «Madonna es producto de su propia crítica. Cuanto más dura se es con ella, más provocadora es su promoción. Es quizá la única artista que funciona contra el mercado. Porque siempre hay un mercado del antimercado [...] Su éxito se alimenta de dos vertientes: La fantasía perversa por un lado y la idea de censura por el otro. La primera la pone ella. La otra, irónicamente, la ponen sus máximos detractores».
Tanto Jennifer Egan como la trabajadora social Kirsten Marthe Lentz, notaron que es fácil señalarla y juzgarla, así como culparla. Lentz, advirtió de hecho, que, «cuando se trata de Madonna de repente todos se vuelven críticos del capitalismo». El escepticismo de gran parte de la población prevaleció en los siguientes años. En su defensa, el editor en jefe del New York Times, Jon Pareles dijo en 1990: «No piensen en Madonna como una cantante más arañando su camino hasta las listas de éxitos. Piensen en ella, en cambio, como un proyecto continuo de arte multimedia dedicada a examinar las nociones del glamur, del éxito y los límites de la sexualidad convencional».
Es importante señalar, que muchos de sus detractores, especialmente intelectuales, cambiaron de opinión con el paso del tiempo o, a pesar de no ser fanáticos, han dado crédito al impacto y sus contribuciones artísticas-comerciales. Algo que en 2018, Jordi Bianciotto de El Periódico Extremadura notó, mientras la elogió y dijo: «Su longevidad como ícono pop de masas quizá contraríe a quienes, en los 80, la ventilaron como gadget comercial efímero. Pero sus discos y, sobre todo, sus giras siguen movilizando multitudes». Paula Zobeck una diseñadora chilena citada por la revista Paula, resaltó que si bien la cantante era muy comercial para su gusto, es algo que hace bien. Egan en su caso, reflexionó en un extenso ensayo llamado You Don't Madonna (No conoces a Madonna, en español) del 2002:

¿Por qué tengo que seguir escuchando sobre esta mujer? Me preguntaba, a veces en voz alta. ¿Ella nunca desparecerá? Me pregunté y pregunté con los años que fueron pasando. Y en todos estos años, desde entonces, ella ha estado allí [...] Parece poco probable que una mujer cuente con quince canciones en los primeros cinco lugares en los éxitos estadounidenses, más que Elvis Presley o The Beatles y no tenga más talento que la autopromoción.

[...] Seguir siendo un fenómeno pop durante veinte años, sin morir ni caer en la autoparodia es toda una hazaña; las encuestas de los lectores de Rolling Stone de los últimas dos décadas, parecen notas en un servicio conmemorativo para carreras de artistas como: Cindy Lauper, George Michael, Prince, Whitney Houston y así sucesivamente. Sin duda, hay otros 'sobrevivientes': Bruce Springsteen, Eric Clapton, Bob Dylan, pero como ícono culturales globales, ninguna de estas personas puede llegar a su nivel.

En otro punto, el biógrafo Chris Dicker sugirió que para probar que duraría en la industria, ella tuvo que mostrarle al mundo que podía hacer negocios. El economista Robert M. Grant, describe que su «éxito es el resultado de su propio esfuerzo» y que ella «no es producto de ninguna organización de los medios de comunicación y difusión, como tampoco es la protegida de ningún empresario del espectáculo». Para la feminista Lonette Stonisch, la gente suele malinterpretarla por distintas causas, entre ellas «el miedo a reconocer sus éxitos». Un punto que también notaron Mar Álvarez y Laura Viñuela en el libro Bitch She's Madonna y lo describieron de la siguiente forma: «El éxito apabullante de [ella] es lo que la ha hecho ser tan odiada por unos y tan amada por otros».
La filósofa española Ana Marta Gónzalez, indicó por su parte, que «siempre que parecía abocada a desaparecer a causa de escándalos sucesivos, supo servirse de ellos para salir reforzada (en términos de ventas); por lo demás, ha demostrado un innegable talento para hacerse antes que nadie con las tendencias del mercado». El académico Brown reflexionó y dijo que «parece casi inconcebible que alguien que una vez abogó por orinar en la ducha debería ser considerado un modelo corporativo», mientras destacó que la «chica material» ahora es una «chica gerencial». Christian Rodríguez de la versión en español de Forbes, sugiere que la cantante da varias lecciones al mundo de los negocios, como poner en segundo plano a sus haters y centrarse más en la gente que la apoya; sabe aprovecharse de las desavenencias, pues lo demuestra cuando obtiene una crítica, ya que la convierte en publicidad instantánea, impone moda y tendencias, entre muchas otras cosas, destacó Rodríguez. Sam Hill y Gleen Rifkin, autores del libro Marketing radical: desde Harvard hasta Harley-Davidson, la alabaron por surgir en cada etapa de su trayectoria como «una marca perdurable».

## Impacto y legado

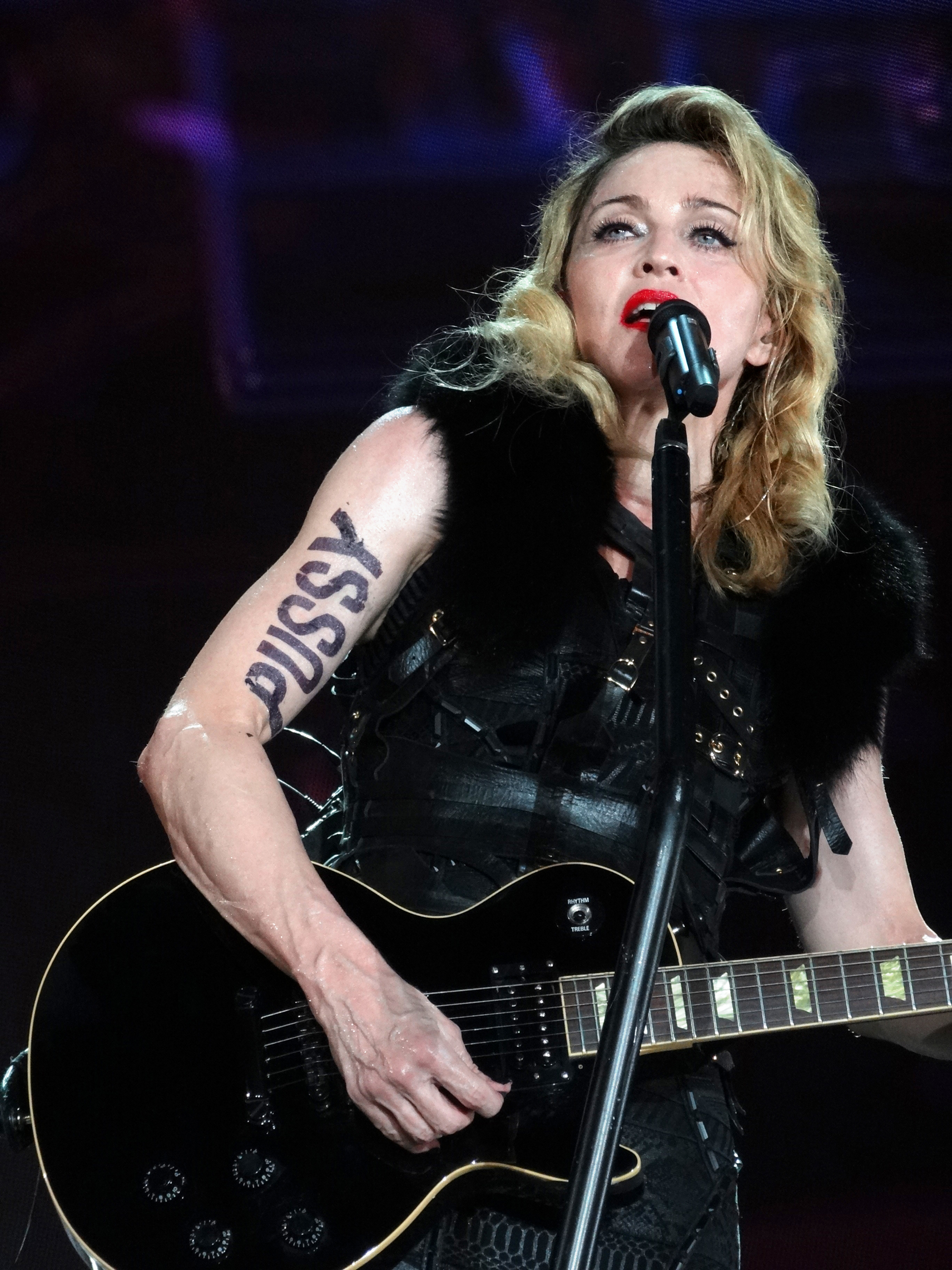
Madonna en The MDNA Tour. Forbes la nombró como la «empresaria más inteligente de los Estados Unidos». La revista la considera, desde hace muchos años, como la mujer de mayor fortuna monetaria en la industria musical.

El teólogo H. T. Spence destacó que «Madonna se ha convertido en icono y semidiós gracias al poder del comercialismo y productos de fabricación propia». Timothi Jane Graham de la revista financiera Sucess mencionó que su marca siempre ha tenido que ver con la transformación, «siendo un espejo de nuestro propio viaje a través de la cultura pop y como pueblo». Añadió que la cantante allanó el camino para una línea completa de descendientes. Similar a ese comentario, Diego Alfredo Manrique para el diario español El País, describió que vivimos en la «era Madonna» en términos de cultura pop. Señaló que ella «siempre está en promoción» y «los cantantes son desastrosos cuando entran en el mundo de los negocios. Ella constituye la excepción». El autor de referencia alabó la longanimidad de la intérprete, y dijo que al final el «producto que vende Madonna es Madonna». Germaine Greer también mencionó que la artista nunca pierde el tiempo: «Todo lo que hace es publicidad de [su marca]». Susan Hopkins, en su libro Girl Heroes (2002), expresó que es mucho más que una artista, es ella «su propia industria del entretenimiento». En palabras de la coordinadora del BA para el Instituto Europeo di Design, Gabriela Pedranti:

Ella es mucho más que una cantante. Creo que esto, además de hablar de ella como plataforma multimedia, productiva y digital muy exitosa e inteligente, habla también de un público que comprende que algo pasa con Madonna: vivimos tiempos de transformación y convergencia, y ella es un gran exponente de todo esto.

Seguido, Euprepio Padula para el diario Expansión, la llamó «una líder que ha conseguido ser ícono, reina y hacer de su propia vida una enorme empresa de gran éxito». Para el profesor Roy Shuker ella «representa una imagen bancaria, cuidadosa y continuadamente construida en una época de globalización mediática», algo que para el musicólogo Eduardo Viñuela, su carrera «está íntimamente ligada a la consolidación de la globalización y esto se puede observar tanto en su relación con la publicidad, como en la dimensión y alcance de sus giras». Jennifer Egan destacó de hecho, que el fenómeno de la estrella como empresario multimedia fue introducido por la cantante. Gracia a esto, varias celebridades como Puff Daddy hasta Martha Stewart han triunfado.
El profesor de negocios Oren Harari, destacó el impacto que la reinvención de Madonna ha tenido y ha ayudado a diversidad de compañías a liderar mercados y evolucionar exitosamente; algo que para Jeffrey Katzenberg, fundador de Dreamworks, cada vez que lo hace tiene éxito. De esta manera se han impartido varios cursos en empresas, como en 2017, una charla llevada a cabo por una compañía uruguaya que se centró en este tema. María Such del Partido Socialista Obrero Español (PSOE) destacó la larga trayectoria del partido, donde se ha aplicado la máxima de Madonna: «Renovarse o morir». En 2012, profesionales de la comunicación en un curso impartido en la Universidad Complutense de Madrid mencionaron a Apple y a ella como ejemplos de branding. El periódico Vancouver Sun la llamó la «madre de la reinvención». El equipo de redacción dijo que ha ganado demasiados premios por su música, videoclips, actuaciones, etc pero también se merece un MBA.
Ronn Torossian, experto en mercadeo y presidente de la agencia de relaciones públicas 5WPR, reconoce a Madonna como «una genio» del mercadeo y de las relaciones públicas. Él dijo: «Es una leyenda viviente; no hay nadie más grande y mejor que ella». Al igual que Ronn, Stephen Brown de la Universidad de Ulster la llamó una genio del marketing a la vez que la comparó con P. T. Barnum y Warren Buffett. Dijo que de manera análoga, se puede argumentar, que de todas las personas, ella ofrece un modelo para la vida corporativa en la era post-Enron, post-Andersen y post-Worldcom. Liz Smith del New York Post también la llamó «una genio del marketing». El académico Robert Miklitsch la personificó como una de las mayores «máquinas de relaciones públicas» en la historia.
Descrita como una plataforma multimedia de alcance global, autores como David Held y Martin Amis han considerado de ella el personaje más posmoderno del planeta. A grandes rasgos, la cadena de televisión MuchMusic la nombró «la creadora de tendencias más grande del mundo». La revista Vogue la llamó virtualmente la primera coolhunter de la historia, y la académica Karlene Faith se refirió a ella como una «heroína del mainstream». Además, la revista Fast Company la calificó como la mayor marca pop del planeta, mientras el publicista Michael Levine la describió como la marca más conocida y reconocida en el negocio del entretenimiento, por encima de cualquier otro artista. También se le ha calificado como una «reina Midas de las tendencias» y la «Reina del Mercadeo». Forbes la nombró la «empresaria más inteligente de los Estados Unidos». Para Mar Álvarez, integrante de la banda Pauline en la Playa, la artista es la «empresaria suprema». La editora Petersen la llamó el avatar más importante de la posmodernidad. Es la cantante de mayor fortuna monetaria del planeta.

## Tendencias: Puntos referenciales
N.B.: En esta sección solo se incluyen algunos ejemplos.
| El maremoto Madonna, cada tanto, arrasa con lo que a su paso encuentra y devuelve una tierra renovada, una costa desconocida y lista para que el mundo la explore.. —Mariano López e Ignacio D'Amore en la Enciclopedia gay. |

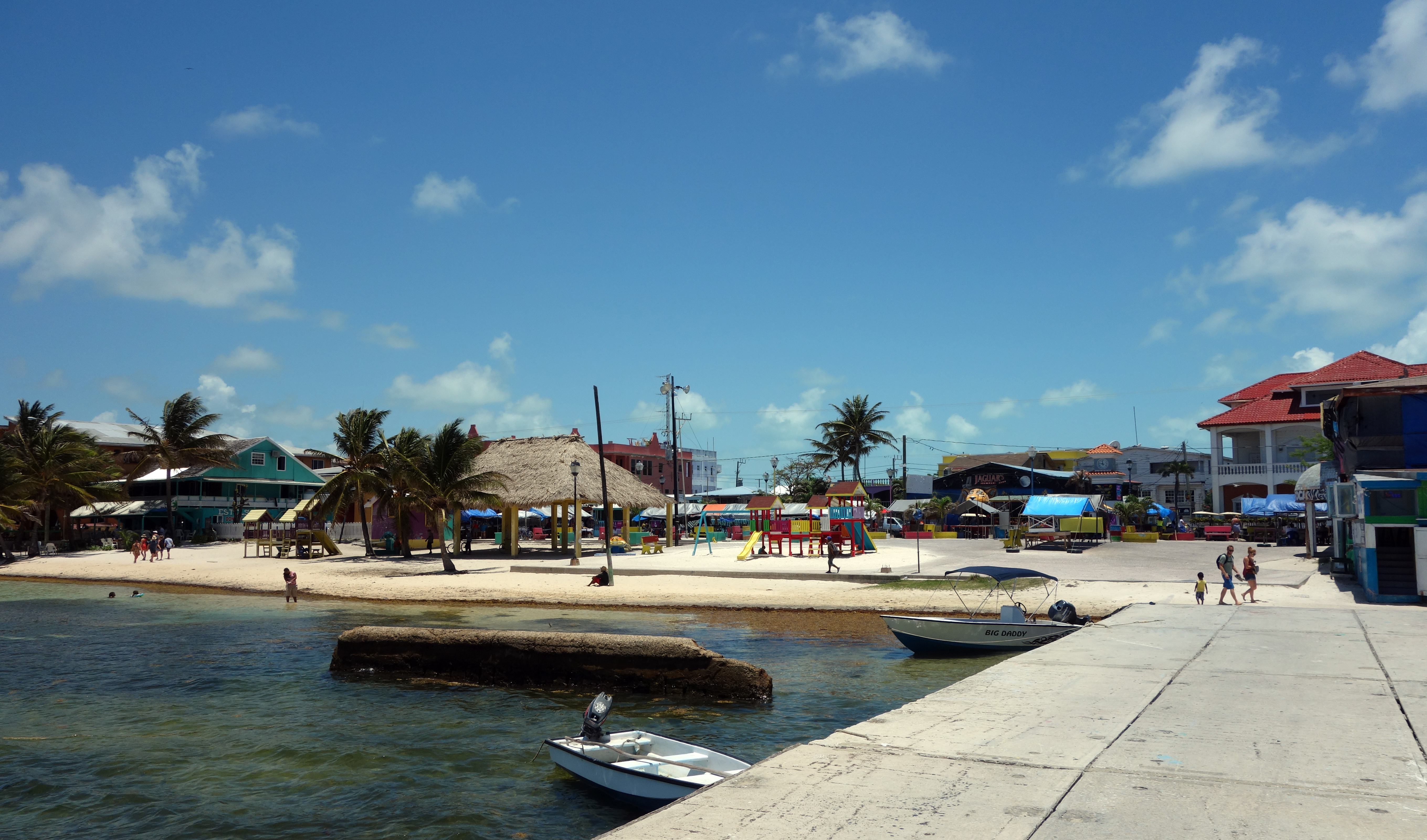
La isla San Pedro de Belice se hizo famosa gracias a la canción de Madonna, «La isla bonita».

Un punto exaltado por los medios y académicos, ha sido las tendencias culturales y comerciales que ha establecido básicamente desde que debutó en la escena musical allá en la década de 1980. Algo que para Santiago Aristia de France 24, se ha convertido de esta manera en un icono y reina de la astucia comercial y artística «ya que marca la agenda de las tendencias no sólo del universo pop, sino también de la cultura de los siglos  xx y xxi». Maura Johnston de la revista Vice explicó que «Madonna amalgamó lo desconocido con lo popular, siendo el puente más prominente entre distintas culturas underground y el mainstream». Los autores de Bitch She's Madonna escribieron que ella «convierte todo en algo atractivo, comercial, glamouroso y masivo». Sergio del Amo, para el diario El País, dijo que la cantante «(es) una pionera en casi todo». Declaró:

Ella se inventó el espectáculo pop tal y como lo conocemos ahora. [...] Diversas generaciones han podido comprobar cómo ha revolucionado el mundo del videoclip, cómo se ha alzado como un icono de la moda, su buen hacer para trasladar a la esfera mainstream tendencias puramente underground como el voguing y, en definitiva, un sinfín de logros que sobre el papel siempre impresionan.

Un panel de críticos argentinos, entre ellos Daniel Molina, Graciela Speranza y Alicia de Arteaga, describieron que «Madonna es una antena atenta a todo lo nuevo que sucede en el mundo», mientras destacaron que la «Madonna digital» es una esponja que todo lo absorbe y todo lo reprocesa. Concluyeron que al fin de la era analógica, «encarnó como nadie la posibilidad de transformación que caracteriza nuestro presente»; así sobrevivió al cambio de época porque fue capaz de incorporar lo que iba apareciendo y lo integró con tal sabiduría que les dio a las tendencias fugaces la solidez de lo clásico.
Las contribuciones y las actividades personales de Madonna la han hecho responsable, así, de popularizar y masificar a escala industrial y planetaria, a varios productos, conceptos, empresas, lugares, personas y prácticas culturales. Los ejemplos son variados a continuación:

### Aspecto cultural y social

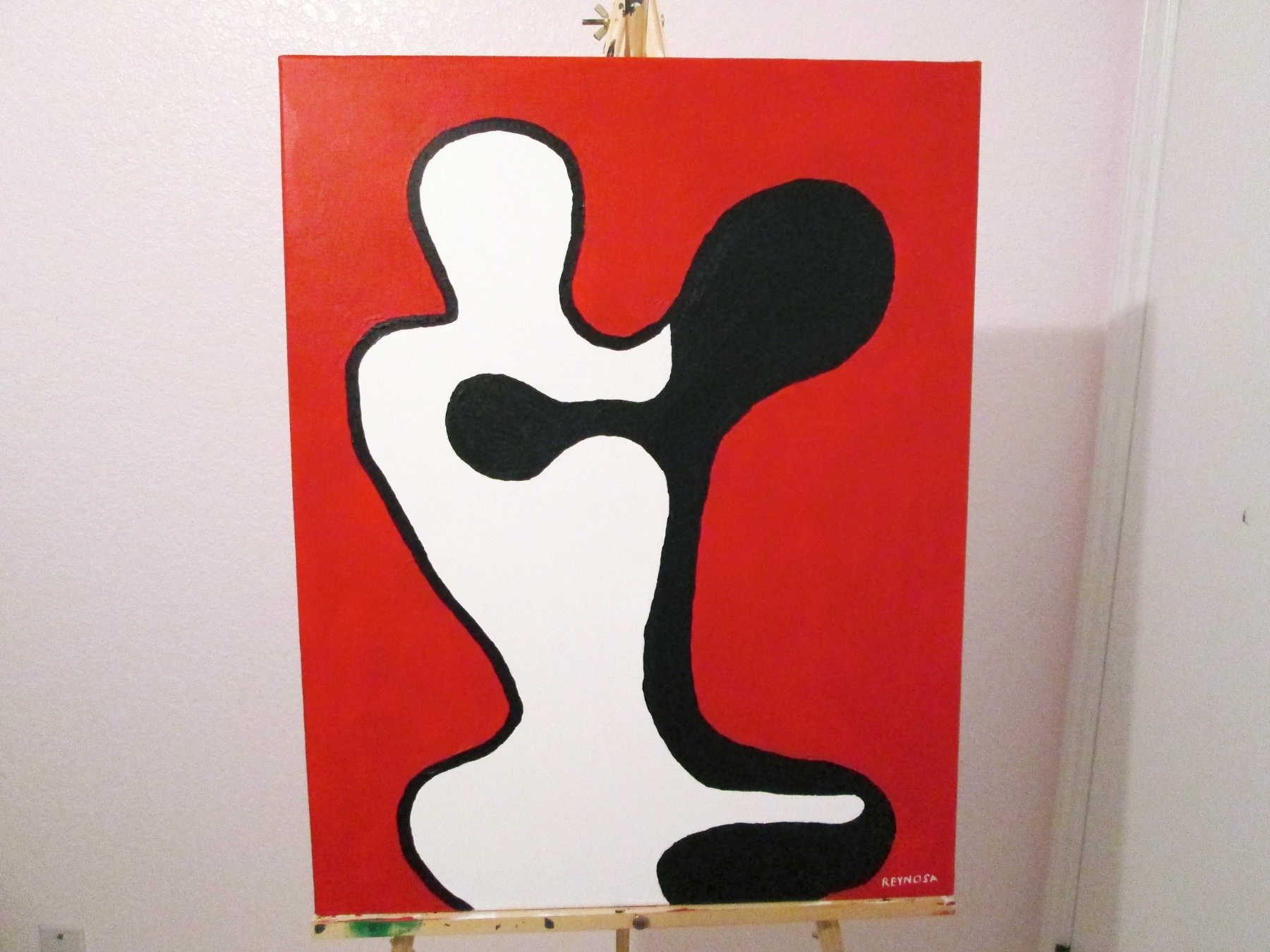
Pintura llamada Madonna and God in Mystical Oneness, que representa a Madonna (junto a Dios) practicando la Cábala; más que ningún otra persona, ella popularizó esta disciplina en el mundo occidental.

El sitio web de la ciudad de Safed señala a Madonna como la figura principal que ayudó a popularizar el misticismo judío. Gracias a ella, muchas personas han estudiado esta disciplina. Su participación en el filme de 1996 Evita es vista por algunos medios como la responsable de popularizar la política de Argentina y su interés en realizar obras benéficas en Malaui ha puesto en el «mapa mundial» a la nación. Además, popularizó las palabras «Material Girl», «Boy Toy» y «Vogue». Gracias a ella se creó el término «Madonna wannabe», palabra incluida en el diccionario Webster en mayo de 1991.
Fernando Miñana del periódico  Diario Sur, escribió que «el yoga, fuera de la India, era una cosa estrafalaria para hippies hasta que Madonna comenzó a practicarlo con el cambio de siglo», mientras Taffy Brodesser-Akner del The New York Times especificó que la cantante ayudó a masificar esta práctica. Aún más, cuando reveló que lo practicaba contribuyó al crecimiento de la fascinación estadounidense por la cultura oriental. Algunos intelectuales han notado que aunque la cantante no inició la moda de los accesorios hindú, lo puso en el ojo público para atraer la atención de los medios globales. También subvirtió la imaginería tailandesa y japonesa. Más que ningún otro acto musical, es pionera en popularizar la iconografía religiosa, especialmente la cruz cristiana.
Lucas Martín redactó para La Opinión de Málaga que el rodaje de su videoclip «Take a Bow» (1995) en Ronda «revolucionó la vida de la provincia». Un ejemplo más claro es Lisboa en Portugal. Francisco Chacón, corresponsal del periódico ABC en la ciudad, dijo: «La presencia de Madonna ha revolucionado la vida social lisboeta y su enorme influencia se deja sentir en que hasta el Gobierno socialista se aviene a darle satisfacción». En 2017, pronosticadores de la industria dijeron que la estancia de la artista simboliza el auge turístico que ha tenido la capital de la nación, un factor determinante de su actual fase económica de crecimiento y la más alta registrada desde que el euro empezara a circular. En 2018, Portugal ganó el World Travel Awards al mejor destino turístico del mundo; los medios mencionaron a Cristiano Ronaldo y a Madonna como uno de los muchos «embajadores» que hicieron posible esto. Chacón lo llamó el «efecto Madonna», responsable en parte de inflar la industria inmobiliaria lusa y de fijar una tendencia entre las celebridades a adquirir propiedades dentro de la nación. Edgar Morales, del periódico mexicano Heraldo, redactó un artículo donde indica que su canción «La isla bonita» ayudó al turismo en la isla San Pedro de Belice.
Cuando cantó en el idioma euskera durante el MDNA Tour de 2012, tuvo una fuerte repercusión en el País Vasco y se proyectó un documental que hablaba de la importancia sobre la participación de la cantante con el idioma. Carlos Pabón, en el libro De Albizu a Madonna: Para armar y desarmar la nacionalidad, apuntó que la visita de la artista en 1993 a Puerto Rico y el momento en la que ella frotó la bandera entre sus genitales, se ha convertido en «una historia que no tiene paralelo en el imaginario del país». Explica que involucró a los principales líderes religiosos de la isla y que ha sido un hecho de la afirmación de la «puertorriqueñidad».

### Música y entretenimiento

El acuerdo entre Madonna y Pepsi en 1989 abrió la puerta a los grandes patrocinios de cantantes de moda y multiplicó el impacto global de la música pop.

Más que cualquier artista fue ella la que popularizó el concepto y arte del videoclip como lo explica el crítico de cine y música Armond White, cambiando la forma en que se consume la música y la manera de ver a los propios cantantes, según un panel de periodistas para la revista en línea Slant. El Blond Ambition World Tour llegó a sentar precedentes para los conciertos de pop y rock, ya que fue la primera gira con un sentido total del espectáculo. Madonna ha importado varias tendencias a la cultura comercial de los Estados Unidos, fundamentalmente la escena de los clubes de baile europeos. De manera generalizada, llevó a la música mainstream los ritmos, estética y lenguaje hispánico y afroamericano.
Madonna ha llevado a la cultura de masas varios subgéneros musicales. Por ejemplo, el crítico musical Stephen Thomas Erlewine llegó a la conclusión que fue ella quien introdujo el género dance pop al mainstream. El académico Michael Campbell cita a «Like a Prayer» como responsable de hacer más mainstream la música góspel que antes. Otros críticos le han dado crédito por introducir el género electrónico a la música popular e innovar la cultura rave. En los inicios de la década de 2000, hizo un revival de la música disco con el álbum Confessions on a Dance Floor (2005) y sentó las bases de la música del siglo xxi. Para Víctor Lenore, de El Confidencial, su alianza con Pepsi en 1989 abrió la puerta a los grandes patrocinios de cantantes de moda y multiplicó el impacto global de la música pop.
Con su recopilatorio Something to Remember estableció una tendencia por lanzar álbumes de género balada, como Love Songs de Elton John y If We Fall in Love Tonight de Rod Stewart. La película Dick Tracy, de 1990, ganó mucha notoriedad gracias a Madonna. Igualmente, su participación en Desperately Seeking Susan fue tal que la película fue ampliamente vista y comercializada como un proyecto de Madonna. Gracias a los esfuerzos de la cantante, su compañía discográfica Maverick Records produjo grandes lanzamientos musicales, como la carrera de la artista canadiense Alanis Morissette, cuyo disco Jagged little pill es el álbum más vendido de Maverick y permanece entre los de mayores ventas de todos los tiempos en el mundo.

### Productos, empresas y personas
Varias personas han dado testimonio de un incremento desmedido de fama o despegue de sus carreras tras haber trabajado con Madonna, como el caso de los productores europeos Stuart Price, Mirwais Ahmadzaï o William Orbit. La bailarina Sofia Boutella trabajó para la artista por más de una década y confesó que su éxito se lo debía a ella. En 1990, para el Blond Ambition World Tour, la cantante contrató a Jose Gutierez Xtravaganza, Kevin Stea y a otros cinco bailarines. En 2016, se filmó el documental Strike a Pose en el que se tocó como tema cómo ellos se convirtieron en famosos por ser «los bailarines de Madonna». Donna De Lory y Niki Haris son dos coristas y bailarinas famosas especialmente por haber trabajado para la artista por más de 20 años. El trío Kalakan se dio a conocer internacionalmente tras aparecer en el MDNA Tour de 2012. El cameo de Benicio del Toro en el vídeo de «La isla bonita» contribuyó a su expansión de su carrera artística.

Madonna es el cantante que le dio más popularidad a MTV encima de cualquier otro artista.

El actor Sean Penn se dio a conocer por el matrimonio que tuvo con Madonna, y el director británico Guy Ritchie, quien fuera esposo de la cantante, confesó que le cambió su vida y lo catapultó en el «ojo público». Jesus Luz, quien fuera novio de la cantante, también alcanzó notoriedad por la relación sentimental que mantuvieron durante los años 2008 y 2009. Situación similar ocurrió con Tony Ward, modelo y pareja de la intérprete en los inicios de la década de 1990. El japonés Tsuyoshi Matsushita, creador de la empresa MTG, se hizo billonario tras insistir una colaboración financiera con Madonna y Cristiano Ronaldo en 2014, la primera con los productos MDNA Skin y el segundo con Sixpad. Aunque hayan trabajado para otras celebridades, el dermatólogo Fredric Brandt, la publicista Liz Rosenberg o el diseñador Jean-Paul Gaultier fueron más conocidos gracias a Madonna. Son respectivamente considerados el «rey del bótox», la «reina de las relaciones públicas» y el «rey de la moda».
Según la Universidad de Málaga, la cantante popularizó en el mundo el cóctel Cosmopolitan. Tras darse a conocer la noticia de la fascinación de la artista por el agua de coco alrededor del año 2009, esta bondad pasó a formar parte de la compra diaria de millones de estadounidenses. Desde el punto de vista de algunos medios, Madonna es responsable de popularizar la firma de moda Dolce & Gabbana. El labial rojo Russian Red es el más popular de MAC Cosmetics, creado especialmente para la cantante y su gira Blond Ambition de 1990. Es claramente de las celebridades responsables en dar fama a la cadena de MTV. Los académicos han llevado a cabo muchos análisis y lo describen como una «exquisita simbiosis». La empresa británica The Vinyl Factory asegura que la cantante popularizó en su época el KORG M1, uno de los sintetizadores que han definido la música moderna. Fue de los primeros artistas en adoptar y popularizar los auriculares libre de manos e incluso existe un modelo llamado «Madonna-mic» en su honor.

### Miscelánea

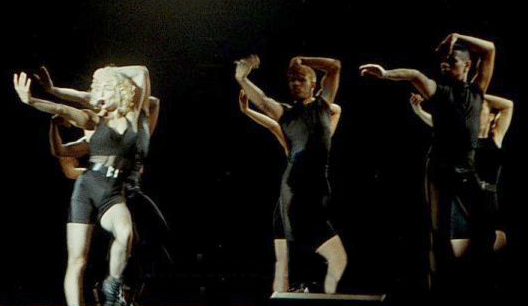
Madonna y sus bailarines ejecutando el Vogue durante el Blond Ambition World Tour. Gracias a ella, el baile se popularizó en todo el mundo.

Después de haber confesado ser gran admiradora y poseedora de obras de la mexicana Frida Kahlo, las imágenes de la artista han proliferado en distintas partes del mundo. Se le hace responsable de llevar el burlesque a la cultura de masas e introducir nuevamente el estilo camp en la cultura popular. El diario Toronto Star atribuye a Madonna de popularizar el slackline que inició desde el vídeo «Hung Up» en 2005, seguido de su presentación en la 46.ª edición del Super Bowl y en la gira MDNA Tour en 2012. Más que cualquier otra celebridad, es la que ha popularizado las plataforma oscilantes y es considerada como un ícono de la diastema.
Madonna popularizó el baile Vogue (o Voguing). Stepehn Ursprung, de la Universidad Smith, sintió que la artista «creó un mercado para el Voguing en el mundo del entretenimiento comercial; a través de una estrecha relación con el éxito comercial continuo de la canción, Voguing ha dejado su huella en el mundo. Fue apropiada por primera vez en la cultura popular por el ícono Madonna». Gracias a «Vogue» la escena ball de Nueva York explotó fuera de la ciudad hacia todos los rincones de Estados Unidos y del mundo.
Su libro Sex cambió la historia editorial y para el periodista estadounidense John Leland, con él la artista se convirtió en la primera en hacer del sexo homosexual en algo mainstream. El éxito que obtuvo Madonna con The English Roses, su primer libro de género infantil, le permitió a otras personalidades como cantantes, actores y políticos incursionar con éxito en el campo de la edición para este público. Es, junto con Angelina Jolie, responsable de generar una tendencia entre las celebridades de adoptar niños. El documental En la cama con Madonna contribuyó al futuro del culto a las celebridades, siendo comparada por la predicción de Nostradamus de lo que esta tendencia llegaría a ser. Para Jason Bailey, de Flavorwire, lo podemos ver en programas como Keeping Up with the Kardashians o hasta en redes sociales como Twitter o Instagram. También ha popularizado varios estilos como un ícono de la moda.